# Mataparent dolç alzinenc
El mataparent dolç alzinenc (Hemileccinum impolitum) és una espècie de mataparent del grup dels mataparents butiroides. Pertany a la família de les boletàcies, de l’ordre de les boletals. Les espècies del gènere Hemileccinum no són mataparents típics, tenen característiques pròpies dels mollerons i, a la vegada, dels mataparents. La cama recorda la d'un molleró pel fet de estar ornamentada amb grànuls del color de la cama, en canvi té la cama inflada, clavada típica dels mataparents però la carn no canvia de color al frec o en tallar-la.

## Taxonomia
Šutara va publicar la nova combinació de Hemileccinum impolitum en base al basiònim Boletus impolitus Fries

## Descripció
Bolet de solitari a gregari; de fins a 20 cm de diàmetre; barret hemisfèric en el jove, convex en l’adult, abonyegat; de color variable des de bru grisenc a bru ocraci o beix ocraci, a vegades amb tons olivacis; immutable al tacte; superfície pruïnosa en el jove, vellutada en l’adult; amb fibril·les adherides; seca; adherent; marge excedent, més visible en el jove en el jove.
Tubs de groguencs a grocs amb tons olivacis; immutables al frec; porus fins, del mateix color dels tubs; immutables.
Cama de longitud similar al diàmetre del barret; de cilíndrica a engruixida cap a la base; de blanquinosa a groga, sovint amb una faixa vermellosa o rovellada sota els porus, la part baixa pot presentar tons vermellosos a ataronjats; la superfície és coberta de grànuls del mateix color o més fosques que el fons, els grànuls li donen aspecte aspre, com de molleró, no formen mai reticle o xarxa; immutable al tacte o frec.
Carn consistent, ferma; groc pàl·lida en el jove, blanquinosa en l’adult, tot i que groc brunenca sota la cutícula i en les ferides, groga sobre els tubs i còrtex de la cama, sovint amb punts bru vermellosos en el peu; immutable al tall o frec, algun cop blaveja lleugerament; l’olor en els joves no és clara, com afruitada, però en el peu dels adults és de iode o fenol, molt evident; tast dolcenc, poc distintiu.

## Distribució i hàbitat
Es troba a tot Europa però és més comú al sud i absent a les zones nòrdiques més extremes. Ocasional. Des de mitjans d’estiu a finals de tardor; en sòls silicis i en boscos on el substrat és ric en matèria orgànica; termòfil; des de la muntanya mitjana a la terra baixa i la muntanya mediterrània; vora planifolis, principalment alzina, surera i roures, també faig.

## Comentaris
NH₃ + cutícula: els vapors d’amoníac tenyeixen de violeta la cutícula, una característica comuna en totes les espècies del gènere Hemileccinum.
El mataparent dolç alzinenc (H. impolitum) i el mataparent dolç rourenc (H. depilatum) sónt espècies complexes pel que fa a la seva delimitació. Només cal analitzar-ne la sinonímia. La segona espècie, molt semblant macroscòpicament, es caracteritza per la superfície llisa del barret, mai vellutada, i abonyegada, que sembla colpejada per un martell; també per la preferència calcícola. Altres mataparents butiroides com el mataparent apendiculat (Butyriboletus appendiculatus) i el mataparent de Fechtner (B. fechtneri) recorden H. impolitum, però tenen la cama ornamentada amb un reticle o xarxa, i els porus i la carn esdevenen blavosos al frec. També és similar el mataparent perfumat (Lanmaoa fragrans), amb porus que blavegen al frec, cama que esdevé bruna amb l’edat i la carn que blaveja lleugerament. Comparteix el mateix hàbitat i aspecte amb alguns mollerons, com l'alzinenc (Leccinellum lepidum), però aquest darrer no presenta mai tons vermellosos a la cama i la seva carn griseja al tall. La carn del peu tampoc fa olor de fenol o iode, ni la cutícula es tenyeix de violeta amb els vapors d’amoníac. Raons similars (absència de tons vermellosos a la cama, d’olor de fenol i la reacció a l’amoníac) ens servirien per a separar els ceps d’aquest mataparent

## Comestibilitat
Comestible, però cal eliminar la cama per fibrosa i per l’olor.